# Amtsgericht Jakobshagen
Das Amtsgericht Jacobshagen (auch Amtsgericht Jakobshagen) war ein preußisches Amtsgericht mit Sitz in Jacobshagen, Provinz Pommern.

## Geschichte
In Jakobshagen bestand von 1849 bis 1879 die Gerichtskommission Jacobshagen des Kreisgerichtes Stargard. Das königlich preußische Amtsgericht Jacobshagen wurde mit Wirkung zum 1. Oktober 1879 als eines von 14 Amtsgerichten im Bezirk des Landgerichtes Stargard im Bezirk des Oberlandesgerichtes Stettin gebildet. Der Sitz des Gerichtes war die Stadt Jacobshagen. Sein Gerichtsbezirk umfasste aus dem Kreis Saatzig die Stadtbezirke Freienwalde und Jacobshagen, die Amtsbezirke Ball, Falkenwalde, Ravenstein, Saatzig, Steinhöfel und Vehlingsdorf, den Amtsbezirk Temnick ohne den Teil, der dem Amtsgericht Rörenberg zugeordnet war, die Gemeinde- und Gutsbezirke Kannenberg, Karkow aus dem Amtsbezirk Kannenberg, die Gemeindebezirke Büche und Goldbeck aus dem Amtsbezirk Marienfließ und den Gemeindebezirk Silbersdorf, den Gutsbezirk Woltersdorf und den Gemeinde- und Gutsbezirk Voßberg aus dem Amtsbezirk Voßberg. Am Gericht bestanden 1880 zwei Richterstellen. Das Amtsgericht war damit ein kleines Amtsgericht im Landgerichtsbezirk. Gerichtstage wurden in  Freienwalde abgehalten. Im Rahmen der Weltwirtschaftskrise wurden 60 Amtsgerichte als Folge von Sparverordnungen aufgehoben. Mit der Verordnung über die Aufhebung von Amtsgerichten vom 30. Juli 1932 wurden das Amtsgericht Jacobshagen zum 30. September 1932 aufgehoben und sein Sprengel zwischen den Amtsgerichten Stargard und Nörenberg aufgeteilt.